# Agapetus hessi
Agapetus hessi là một loài Trichoptera trong họ Glossosomatidae. Chúng phân bố ở miền Tân bắc.